# Isuf Luzaj
Isuf Luzaj (ur. 22 lutego 1913 w Kaninie, zm. 24 listopada 2000 w Chicago) – albański poeta i nauczyciel.

## Życiorys
Urodził się 22 lutego 1913 roku w Kaninie w religijnej rodzinie, jego ojciec był sołtysem. Początkowo uczył się w Szkodrze i we Wlorze, a w latach 1933–1935 studiował na Uniwersytecie Paryskim. Po powrocie do Albanii pracował jako nauczyciel języka francuskiego w Elbasanie, Korczy i Wlorze. Podczas władzy króla Zoga I był przetrzymywany w więzieniu przez ponad miesiąc.
Sprzeciwiał się włoskiej okupacji Albanii; jako nauczyciel we Wlorze zachęcał swoich uczniów do udziału w demonstracjach przeciwko okupantowi. Został aresztowany, a następnie przetrzymywany na wyspie Ventotene w latach 1940–1941. Po powrocie na teren Albanii działał w niepodległościowym ruchu Balli Kombëtar, którego siłami dowodził w okolicach Wlory. W 1943 roku dołączył do Albańskiej Partii Socjaldemokratycznej i wydawał partyjne czasopismo Zëri i Lirisë, a w sierpniu tegoż roku wziął udział w spotkaniu w Mukje, podczas którego siły organizacji Balli Kombëtar osiągnęły porozumienie z komunistyczną Armią Narodowo-Wyzwoleńczą.
W związku z przejęciem przez komunistów władzy w Albanii w listopadzie 1944 roku, podjął decyzję o opuszczeniu Wlory. Wraz z kilkoma ballistami dotarł do Durrës, gdzie jednak grupa została otoczona przez siły komunistyczne, które za nimi podążały w celu ich wyeliminowania. Grupie udało się oswobodzić i pieszo dotrzeć najpierw do Tirany, następnie do Szkodry, gdzie Luzaj wygłosił przemówienie; przekroczył następnie granicę z Jugosławią, a stamtąd przedostał się do Włoch. Pracował w Bibliotece Watykańskiej, pracował także jako nauczyciel języka łacińskiego w Brescii. W 1948 roku wyemigrował do Argentyny, gdzie studiował literaturę, a w 1960 roku został dyrektorem Francuskiego Instytutu Studiów Wyższych w Buenos Aires. Pięć lat później przeniósł się do Stanów Zjednoczonych, gdzie pracował jako wykładowca języka francuskiego oraz hiszpańskiego na University of New Hampshire. Został uhonorowany przez prezydenta Stanów Zjednoczonych Ronalda Reagana tytułem profesora.
Zmarł dnia 24 listopada 2000 roku w Chicago, jego ciało zostało przetransportowane do Albanii i zostało pochowane we Wlorze.

## Twórczość
- Rrëfime[1]
- Gloria e çmendjes (1995)[2]
- Lamtumira e yjeve (2001; wydanie pośmiertne)[2]